# Varietat plana
En matemàtiques, es diu que una varietat de Riemann és plana si el seu tensor de curvatura de Riemann és zero a tot arreu. Intuïtivament, una varietat plana és aquella que "localment sembla" a l'espai euclidià en termes de distàncies i angles, per exemple, els angles interiors d'un triangle sumen 180°.
La coberta universal d'una varietat plana completa és l'espai euclidià. Això es pot utilitzar per demostrar el teorema de Bieberbach (1911, 1912)     que totes les varietats planes compactes estan cobertes de manera finita per tori; el cas tridimensional va ser provat anteriorment per Schoenflies (1891).

## Exemples
Les varietats següents es poden dotar d'una mètrica plana. Tingueu en compte que pot ser que aquesta no sigui la seva mètrica "estàndard" (per exemple, la mètrica plana del toro bidimensional no és la mètrica induïda per la seva incrustació habitual en {\displaystyle \mathbb {R} ^{3}}).

### Dimensió 1
Tota varietat riemanniana unidimensional és plana. Per contra, atès que cada varietat llisa unidimensional connectada és diffeomòrfica a qualsevol {\displaystyle \mathbb {R} } o {\displaystyle S^{1},} És senzill veure que cada varietat riemanniana unidimensional connectada és isomètrica a una de les següents (cadascun amb la seva estructura riemanniana estàndard):
- la línia real
- l'interval obert finit {\displaystyle (0,x)} per algun nombre {\displaystyle x>0}
- l'interval obert infinit {\displaystyle (0,\infty )}
- el cercle {\displaystyle \{(x,y)\in \mathbb {R} ^{2}:x^{2}+y^{2}=r^{2}\}} de radi {\displaystyle r,} per algun nombre {\displaystyle r>0.}

Només el primer i l'últim estan complets. Si s'inclou varietats riemannianes amb límit, també s'han d'incloure els intervals semioberts i tancats.
La simplicitat d'una descripció completa en aquest cas es podria atribuir al fet que cada varietat riemanniana unidimensional té un camp vectorial de longitud d'unitat suau, i que es proporciona una isometria d'un dels exemples de models anteriors considerant una corba integral.

### Les cinc possibilitats, fins al difeomorfisme
Si {\displaystyle (M,g)} és una varietat riemanniana plana completa i bidimensional connectada, doncs {\displaystyle M} ha de ser diferent a un dels
- {\displaystyle \mathbb {R} ^{2}} (el pla infinit)
- {\displaystyle S^{1}\times \mathbb {R} } (el cilindre infinit)
- {\displaystyle S^{1}\times S^{1}} (el tor)
- la franja de Möbius
- l'ampolla Klein.

Les úniques possibilitats compactes són {\displaystyle S^{1}\times S^{1}} i l'ampolla Klein, mentre que les úniques possibilitats orientables són {\displaystyle \mathbb {R} ^{2},}{\displaystyle S^{1}\times \mathbb {R} ,} i {\displaystyle S^{1}\times S^{1}.}
Es necessita més esforç per descriure les diferents mètriques riemannianes planes completes en aquests espais. Per exemple, els dos factors de {\displaystyle S^{1}\times S^{1}} poden tenir dos nombres reals qualsevol com a radi. Aquestes mètriques es distingeixen entre si per la relació dels seus dos radis, de manera que aquest espai té infinitat de mètriques de producte pla diferents que no són isomètriques fins a un factor d'escala. Per parlar de manera uniforme de les cinc possibilitats, i en particular per treballar concretament amb la tira de Möbius i l'ampolla de Klein com a varietats abstractes, és útil utilitzar el llenguatge de les accions grupals.

### Dimensió 3
Hi ha 6 col·lectors plans compactes orientables i 4 no orientables, que són tots espais de fibra Seifert; són els grups quocients de {\displaystyle \mathbb {R} ^{3}} pels 10 grups cristal·logràfics lliures de torsió. També hi ha 4 espais orientables i 4 espais no compactes no orientables.

#### Orientable
Les 10 varietats planes orientables de 3 són:
1. Espai 3 euclidià, {\displaystyle \mathbb {R} ^{3}}.
2. El 3-torus {\displaystyle T^{3}}, fet enganxant cares oposades d'un cub.
3. El col·lector realitzat enganxant cares oposades d'un cub amb un gir 1/2 en un parell.
4. El col·lector realitzat enganxant cares oposades d'un cub amb un gir d'1/4 en un parell.
5. La varietat feta enganxant cares oposades d'un prisma hexagonal amb una torsió d'1/3 a les cares hexagonals.
6. La varietat feta enganxant cares oposades d'un prisma hexagonal amb una torsió d'1/6 a les cares hexagonals.
7. La varietat Hantzsche-Wendt.
8. La varietat {\displaystyle S^{1}\times \mathbb {R} ^{2}} fet com l'espai entre dos plans paral·lels que estan enganxats.
9. La varietat {\displaystyle T^{2}\times \mathbb {R} } fet encolant parets oposades d'una columna quadrada infinita.
10. El col·lector realitzat enganxant parets oposades d'una columna quadrada infinita amb un gir 1/2 en un parell.

#### No orientable
Les 8 varietats 3 no orientables són:
1. El producte cartesià d'un cercle i una ampolla de Klein, {\displaystyle S^{1}\times K}.
2. Una varietat similar a l'esmentada anteriorment, però desplaçada translacionalment en una direcció paral·lela al pla de lliscament ; movent-se en aquesta direcció torna al costat oposat del col·lector.
3. La varietat feta reflectint un punt a través de dos plans de lliscament perpendiculars i traslladant-lo al llarg de la tercera direcció.
4. Una varietat similar a l'esmentada anteriorment, però desplaçada translacionalment en una direcció paral·lela a un pla de planeig; movent-se en aquesta direcció torna al costat oposat del col·lector.
5. El producte cartesià d'un cercle i una franja de Möbius (no limitada).
6. La varietat {\displaystyle K\times \mathbb {R} } fet mitjançant la translació d'un punt al llarg d'un eix i reflectint-lo a través d'un pla de lliscament perpendicular.
7. El col·lector obtingut traduint un punt al llarg d'un eix i reflectint-lo a través d'un pla de planeig paral·lel.
8. La varietat feta reflectint un punt a través de dos plans de planejament perpendiculars.